# Titanic Musicians' Memorial

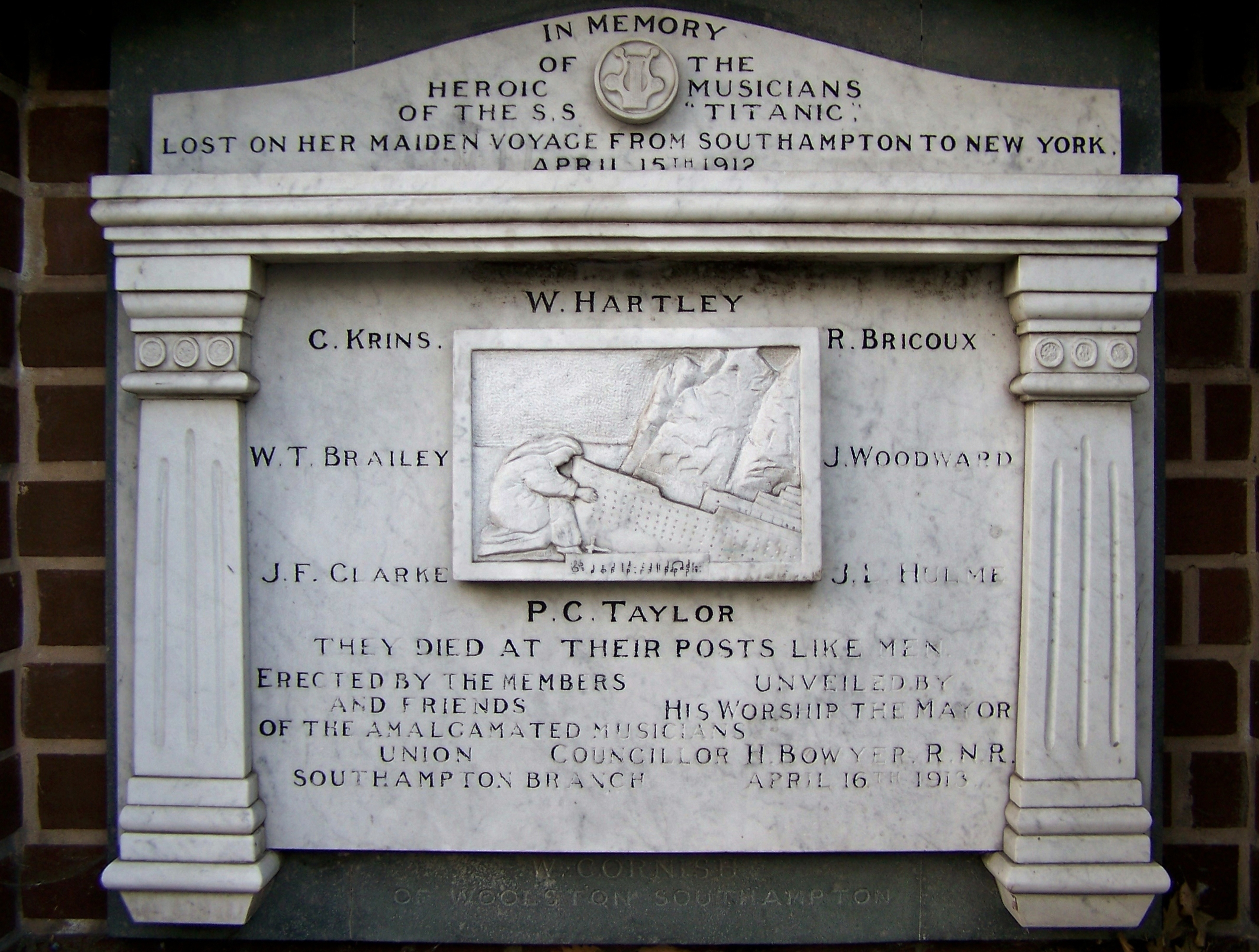
Il Titanic Musician's Memorial

Il Titanic Musicians' Memorial è un monumento commemorativo sito a Southampton, nel Regno Unito, eretto in memoria dei musicisti morti nel naufragio del RMS Titanic, avvenuto il 15 aprile 1912. Il monumento originale, inaugurato il 19 aprile 1913 dal sindaco di Southampton H. Bowyer, si trovava nella vecchia biblioteca di Southampton, la quale fu distrutta dai bombardamenti durante la seconda guerra mondiale. Una copia fu poi eretta nel 1990. Nel monumento sono presenti un'iscrizione con i versi di apertura dell'inno cristiano Nearer, My God, to Thee composto da Sarah Flower Adams, un intaglio con raffigurati una donna in lutto e un iceberg, e un'iscrizione con i nomi dei musicisti del Titanic, incluso il direttore d'orchestra Wallace Hartley.

## Storia

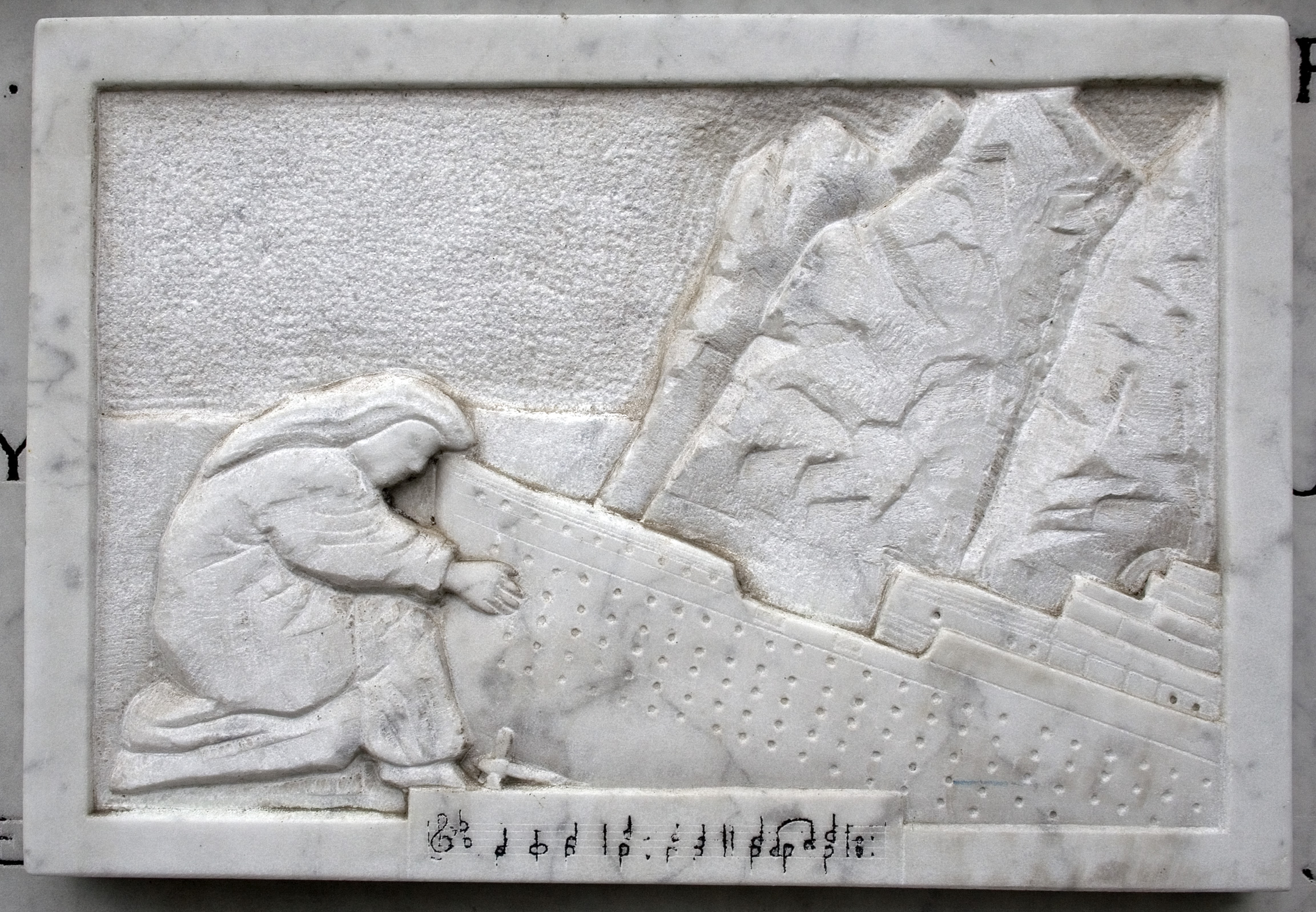
Particolare dell'intaglio del memoriale

Il monumento originale fu distrutto nel 1940 dai bombardamenti della Luftwaffe assieme alla biblioteca. Nello stesso sito fu collocato un nuovo monumento commemorativo, realizzato nel 1990 da W. Cornish di Woolston e inaugurato il 7 marzo 1990 dai sopravvissuti del Titanic Edith Brown Haisman, Millvina Dean, Bertram Dean ed Eva Hart.
La notte del tragico naufragio, Hartley e i suoi compagni si riunirono nel salone di prima classe e iniziarono a suonare per calmare i passeggeri. Successivamente si spostarono nella parte anteriore del ponte superiore, dove continuarono a suonare mentre i membri dell'equipaggio riempivano le lance di salvataggio. Molti sopravvissuti dissero che la banda musicale continuò a suonare fino alla fine e che l'ultimo inno da loro suonato fosse Nearer, My God, to Thee, sebbene non si abbia la certezza di ciò. Il monumento è dedicato alla memoria di Wallace Hartley (violino), Roger Marie Bricoux (violoncello), Theodore Ronald Brailey (pianoforte), John Wesley Woodward (violoncello), John Frederick Preston Clarke (contrabbasso e viola), John Law Hume (violino), Percy Cornelius Taylor (pianoforte) e Georges Alexandré Krins (violino).